# Beshtasheni
Beshtasheni (en georgiano: ბეშთაშენი; en griego: Μπεστασένι) es un pueblo de Georgia ubicado en el noroeste de la región de Baja Iberia, siendo parte del municipio de Tsalka. 

## Geografía
Beshtasheni se encuentra en la orilla del río Agrichai, en el noreste del embalse de Tsalka, a 5 km deTsalka.

## Historia
Hasta 1830, el pueblo se llamaba Beshkenasheni (en georgiano: ბერძნებმა), fue cambiado a Beshtasheni por los griegos que emigraron desde el Imperio otomano después de la guerra ruso-turca (1828-1829). Los habitantes griegos provienen principalmente de las ciudades de Argyropolis, Maden y los pueblos de los alrededores. Paralelamente al idioma griego, también hablaban turco. Dejando su antigua patria a fines del otoño, no pudieron llegar al lugar designado antes del invierno, por lo que tuvieron que pasar el invierno en el pueblo de Kvemo Tsintskaro, donde sus hijos, mientras se comunicaban con los niños de la población griega local, rápidamente aprendieron el idioma turco. En la primavera de 1830, fueron los primeros en asentarse en el territorio del actual municipio de Tsalka. Una vez establecidos, decidieron dar un nombre a la nueva aldea. 

## Demografía
La evolución demográfica de Beshtasheni entre 2002 y 2014 fue la siguiente:
| 373                                             | 335 |
| (Fuente: Population of Georgia in Soviet times) |     |

Según el censo de 2014, la composición étnica se compone principalmente de georgianos (41%), griegos (39%) y azeríes (12,5%).